# Hester Algra
Hester Algra (Broeksterwoude, 2 augustus 2007) is een voetbalspeelster uit Nederland. Ze speelt als verdediger voor sc Heerenveen.

## Carrière
Algra begon haar carrière bij SJO Broekster Wâlden, een samengevoegde jeugdafdeling van Broekster Boys en VV de Wâlden. In 2019 stapte ze over naar het 016-team van Sc Heerenveen. Voorafgaande aan het seizoen 2023/2024 werd Algra overgeheveld naar het eerste elftal van Sc Heerenveen.
Op 15 september 2023 maakte Algra haar debuut voor sc Heerenveen in de Vrouwen Eredivisie in een thuiswedstrijd tegen AZ door in de 80ste minuut in te vallen voor Dewi Snippe. In de eerste wedstrijd van het seizoen 2024/25 tegen ADO Den Haag maakte ze haar eerste doelpunt in de eredivisie. Algra tekende op 17 juni 2024 haar eerste profcontract bij sc Heerenveen.
Op 2 juli 2025 volgde een nieuwe contractverlenging tot medio 2026

## Statistieken
| Seizoen | Club          | Competitie         | Competitie | Competitie | Beker | Beker | Overig | Overig | Totaal | Totaal |
| Seizoen | Club          | Competitie         | Wed.       | Dlp.       | Wed.  | Dlp.  | Wed.   | Dlp.   | Wed.   | Dlp.   |
| ------- | ------------- | ------------------ | ---------- | ---------- | ----- | ----- | ------ | ------ | ------ | ------ |
| 2023/24 | sc Heerenveen | Vrouwen Eredivisie | 16         | 0          | 1     | 0     | 0      | 0      | 17     | 0      |
| 2024/25 | sc Heerenveen | Vrouwen Eredivisie | 15         | 1          | 0     | 0     | 0      | 0      | 15     | 1      |
| Totaal  | Totaal        | Totaal             | 31         | 1          | 1     | 0     | 0      | 0      | 32     | 1      |

Laatste update: 2 juli 2025

## Interlandcarrière
Algra is jeugdinternational van Nederland onder 17.